# Zeche Vereinigte Geschwind
Die Zeche Vereinigte Geschwind ist ein ehemaliges Steinkohlenbergwerk in Witten-Buchholz-Hammertal. Das Bergwerk ist aus einer Konsolidierung der Berechtsamen Geschwind Nr. 1 und Nr. 2 und der Zeche Adolphine entstanden. Bis in die zweite Hälfte des 19. Jahrhunderts wurde auf der Zeche Vereinigte Geschwind auch Spateisenstein abgebaut. Das Bergwerk gehörte zum Märkischen Bergamtsbezirk.

## Bergwerksgeschichte
Am 15. Mai des Jahres 1844 konsolidierte die Zeche Adolphine mit den Berechtsamen Geschwind Nr. 1 und Nr. 2, das neue Bergwerk ging noch im selben Jahr in Betrieb. Am 30. Juni des Jahres 1846 wurde ein Geviertfeld verliehen. Im Jahr 1855 war der Abbau über der Stollensohle beendet, es wurde zum Tiefbau übergegangen. Hierzu wurde westlich vom Pleßbach ein tonnlägiger Schacht abgeteuft. Der Tiefbauschacht wurde in dem Flöz No. 2 geteuft. Das Flöz hatte eine Mächtigkeit von 30 Zoll und ein Einfallen von 54 Gon in nördlicher Richtung. Der Schacht wurde zunächst bis auf eine Teufe von 14 Lachter geteuft, danach wurden die Teufarbeiten unterbrochen, um eine Dampfmaschine für die Förderung und die Wasserhaltung zu installieren. Es wurde eine kombinierte Förder-Wasserhaltungsdampfmaschine installiert. Die Dampfmaschine hatte eine Leistung von 75 PS. Außerdem wurde zur Bewetterung ein Wetterkamin mit Feuerofen gebaut. Der Wetterkamin hatte einen quadratischen Sockel mit einer Grundfläche von neun Quadratmetern und war 24 Meter hoch. Nachdem die Dampfmaschine installiert worden war, wurden die Teufarbeiten wieder aufgenommen. Zu dieser Zeit gehörte das Bergwerk zum Geschworenenrevier Hardenstein. Im Jahr 1856 wurde bei einer flachen Teufe von 63 Lachter die 1. Sohle angesetzt, im selben Jahr wurde mit dem Abbau auf der 1. Sohle begonnen. Im Jahr 1857 kam es aufgrund schlechter Kohlenqualitäten zu Absatzschwierigkeiten. Der Schacht wurde in diesem Jahr um weitere 8 1/2 Lachter bis auf eine Teufe von 35 Lachter abgeteuft. Das Flöz No. 1 wurde durch einen Querschlag ausgerichtet.
Ein Jahr darauf wurde bei einer Teufe von +93 Meter NN eine Stollensohle angelegt. Zweck dieser Stollensohle war der Abbau der über dem Sicherheitspfeiler zum Korsarerbstollen befindlichen Kohlen. Allerdings waren die dort befindlichen Flöze durch kleine Sprünge gestört, außerdem war die Kohle der Flöze sehr weich. Die Kohle oberhalb der ersten Tiefbausohle hatte eine bessere Qualität. Im Jahr 1859 wurde das Bergwerk wegen Absatzschwierigkeiten kurzzeitig in Fristen gelegt. Um einen besseren Absatz der Kohlen zu bekommen, wurde im Jahr 1860 ein Kohlenmagazin an der Ruhr angelegt. Im Jahr darauf wurde aus dem Pleßbachtal ein Stollen aufgefahren. Der Durchschlag auf den Schacht erfolgte bei einer flachen Teufe von 49 Lachtern. Es wurde eine Schmalspurpferdebahn bis zur Ruhr mit einer Länge von zwei Kilometern errichtet. Die Bahn wurde später bis zum Bahnhof Blankenstein verlängert. Im Jahr 1862 wurde die 2. Sohle angesetzt. Noch im selben Jahr wurde auf der 2. Sohle ein Querschlag angesetzt. Nach einer auffahrungslänge von 13 1/4 Lachter, wurde mit dem Querschlag das Flöz No. 3. angefahren. Das Bergwerk gehörte zu diesem Zeitpunkt zum Bergrevier Sprockhövel. In den Jahren 1863 bis 1864 war das Bergwerk noch in Betrieb, jedoch kam es noch vor dem Jahr 1865 zum Konkurs und zur kurzzeitigen Betriebseinstellung. Am 14. August 1865 konsolidierte die Zeche mit der Zeche Blankenburg. Der aufgebaute Wetterkamin wurde ab dem Jahr 1865 für die Zeche Blankenburg zur Abwetterung genutzt.

### Förderung und Belegschaft
Die ersten bekannten Förderzahlen des Bergwerks stammen aus dem Jahr 1855, es wurden 245⅛ preußische Tonnen Steinkohle gefördert.  Die einzigen bekannten Belegschaftszahlen des Bergwerks stammen aus dem Jahr 1862, damals waren 100 Bergleute auf der Zeche beschäftigt. Die letzten bekannten Förderzahlen des Bergwerks stammen von 1864, in diesem Jahr wurden 117.622 preußische Tonnen Steinkohle gefördert.

## Geschwind

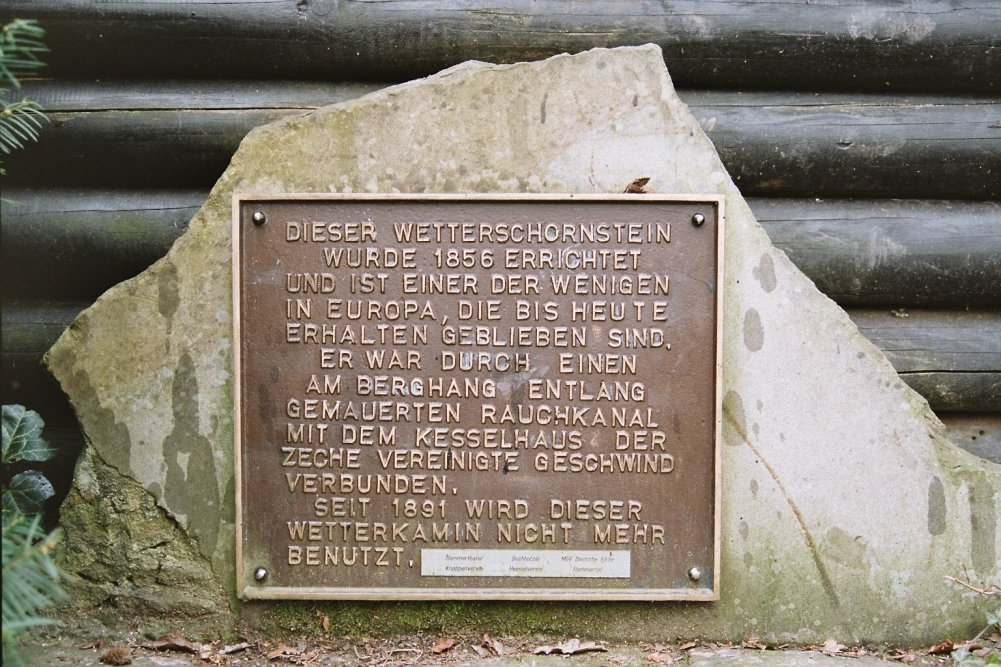
Gedenktafel an einem der letzten Wetterschornsteine

Die Zeche Geschwind war eine Zeche in Witten Hammertal, über die aber nur wenig berichtet wird. Am 18. Februar 1787 wurde die Mutung für das Längenfeld Geschwind Nr. 1 eingelegt, im Anschluss an die Verleihung der Berechtsame wurde westlich vom Pleßbach über der Stollensohle Stollenbergbau betrieben. Am 23. März 1812 wurde die Mutung für das Längenfeld Geschwind 2 eingelegt. Im Jahr 1840 war bereits ein Kohlenmagazin an der Ruhr vorhanden. Am 15. Mai des Jahres 1844 konsolidierten die Zeche Geschwind mit der Zeche Adolphine zu Zeche Vereinigte Geschwind.

## Heutiger Zustand
Von der einstigen Zeche ist nur noch der Wetterschornstein Buchholz vorhanden. Der Wetterkamin befindet sich in Wittener Ortsteil Buchholz. Er ist über die Rauhe Egge oder den Waldweg zu erreichen.